# Dhupguri
Dhupguri ist eine Stadt im indischen Bundesstaat Westbengalen.
Die Stadt ist Teil des Distrikts Jalpaiguri. Dhupguri hat den Status einer Municipality. Die Stadt ist in 16 Wards gegliedert. Sie hatte am Stichtag der Volkszählung 2011 44.719 Einwohner, von denen 22.953 Männer und 21.766 Frauen waren. Hindus bilden mit einem Anteil von ca. 94 % die Mehrheit der Bevölkerung in der Stadt. Muslime bilden mit einem Anteil von ca. 6 % eine Minderheit. Die Alphabetisierungsrate lag 2011 bei 86,3 % und damit über dem nationalen Durchschnitt.
Die Landwirtschaft ist das Rückgrat der Wirtschaft. In und um Dhupguri werden Reis, Jute, Betelnüsse und Gemüse in großen Mengen hergestellt. Es ist bekannt für seine Kartoffeln, die nach Bihar, Assam und in die nordöstlichen Bundesstaaten Indiens exportiert werden. Der internationale Handel hat zugenommen, und Kartoffeln aus Dhupguri sind auf den Märkten von Bangladesch, Nepal und Bhutan erhältlich.